# Tossa de Pibernat
La Tossa de Pibernat és una muntanya de 1.195 metres que es troba al municipi de la Vall d'en Bas, a la comarca catalana de la Garrotxa.